# Gallinago delicata
Il beccacino di Wilson (Gallinago delicata Ord, 1825 ) è un uccello della famiglia degli Scolopacidi (ordine Charadriiformes).

## Descrizione
Il becco e lungo, sottile e di colore grigio-nerastro, la cui base e molto vivcina agli occhi castani che, a differenza di altri beccaccini, non sono attraversati da nessuna barretta, ma e presente sul capo una zona di colore castano che parte dalla fronte e va a sfumarsi con il piumaggio generale di dorso e ali. Il piumaggio generale risulta di varie tonalita, caratterizzato da sfumature rossastre e marroncine con macchioline più scure e più chiare, lasciando la zona pettorale e ventrale completamente sgombra e di color bianco crema; la coda e squadrata e barrata da striature nere, mentre le zampe sottili sono di colore carnicino.

## Distribuzione e habitat
Questo uccello vive in tutto il Nord America e nella parte settentrionale e occidentale del Sud America fino alla Bolivia. È accidentale in Groenlandia, Regno Unito, Guyana e alcune isole dei Caraibi.

## Sistematica
Alcuni autori la considerano una sottospecie di Gallinago gallinago (G. gallinago delicata).